# Pow R. Toc H.
Pistes de The Piper at the Gates of Dawn
Flaming Take Up Thy Stethoscope and Walk
Pow R. Toc H. est une chanson de Pink Floyd, parue en 1967 sur l'album The Piper at the Gates of Dawn. C'est essentiellement un instrumental dominé par le piano, accompagné de cris et autres effets vocaux.
Son titre, imaginé par Roger Waters, n'a pas de sens. Pow R. Toc H. était le code signal de l'armée pour Talbot House, un club où les officiers et les soldats étaient égaux. Il peut aussi signifier, si on le prononce correctement, « Power Tokage ». « Pow R. Toc H. était un titre qui sonnait bien, c'est tout », a déclaré Waters.
Les 30 premières secondes ont été interprétées le 14 mai 1967 à la BBC. Avant une interview avec Pink Floyd ce jour-là, le musicien Hans Keller dira de Pow R. Toc. H. : « ... ce que vous entendez au début, ce petit bout, ces quelques secondes, c'est vraiment tout ce que je peux entendre d'eux – en quelque sorte pour moi, il y a une répétition continuelle et ils [Pink Floyd] sont proportionnellement un peu ennuyeux ».
Pow R. Toc H. est reprise sous le nom de The Pink Jungle dans la suite conceptuelle de 1970 The Man and the Journey.

## Musiciens
- Syd Barrett : guitare
- Nick Mason : batterie
- Roger Waters : basse
- Rick Wright : piano, orgue

## Liens
- Site officiel de Pink Floyd